# Szekeres József (tanácselnök)
Szekeres József (Csókakő, 1936. október 18. –) magyar építőmérnök, politikus, 1972 és 1990 között Százhalombatta tanácselnöke. Vezetése alatt épült ki az egész városra kiterjedő modernkori infrastruktúra.

## Életpályája
1936. október 18-án született egy hatgyermekes földműves családba a Fejér vármegyei Csókakőn. Apja a Nemzeti Parasztpárt (NPP) helyi elnöke volt, aki Veres Péter pártelnökkel való kapcsolatai révén elérte, hogy fia a Népi Kollégiumok Országos Szövetségének (NÉKOSZ) székesfehérvári kollégiumába kerüljön. Az egyetemet a Budapesti Műszaki Egyetem Építőipari és Közlekedési Műszaki Karán végezte el, ezután 26. számú Állami Építőipari Vállalatnál helyezkedett el.
Százhalombattára 1960 augusztusában került, ahol megkezdődött a Dunamenti Erőmű ipari beruházása. Szekeres a főépületek építésvezetőjeként működött, az építkezés első üteme elején, 1963-ban megkapta a Nehézipar Kiváló Dolgozója Kitüntetést.
1970. április 1-én kapott Százhalombatta városi rangot. 1972 szeptemberében a Pest megyei pártközpont Szekerest jelölte ki a település irányítására, Bartha Antalt váltva. A tisztséget egészen a rendszerváltásig, 1990-ig megtartotta, mellette végig tanácselnök-helyettesként működött Ferenczi Illés, korábbi tanácselnök 1960 és 1970 között, illetve a Végrehajtó Bizottság titkáraként dr. Kránicz József. Szekeres vezetése alatt Százhalombatta dinamikusan fejlődött: az állandó lakosok száma az 1970. évi 7742 főről 1980-ra 13 020 főre, 1990-re pedig 15 508 főre növekedett, de emellett a rendszerváltás idején mintegy további 4000 lakos ideiglenes tartózkodási engedéllyel élt a városban, 20 000 főre emelkve az összlakosságot.
Szekeres tanácselnöksége alatt települtek olyan fontos gazdasági létesítmények, mint a Magyar Szénhidrogénipari Kutató-fejlesztő Intézet (SZKFI), a Temperáitvizű Halszaporító Gazdaság (1974, TEHAG), a Ruhaipari Szövetkezet üzeme, a Művelt Nép Könyvterjesztő Vállalat Országos Könyvszolgálata, a Kenyérgyár, a Kőbányai Gyógyszergyár csomagoló gyáregysége, de a Téglagyár is tovább folytatta működését. 20 év alatt mintegy 3000 új lakás épült, Szekeres kialakította az egységes településszerkezetet a közműrendszer alkalmassá tételével. Jó kapcsolatokat alakított ki a Dunamenti Erőmű vezetőjével, Csenterics Sándor volt nehézipari miniszterhelyettessel. (Róla nevezték el Százhalombattán az erőművel párhuzamos utat).
A rendszerváltás során, 1990. október 20-án megszünt a tanácsrendszer, Szekerest polgármesterként Vezér Mihály váltotta. 2006-ban az önkormányzat díszpolgári címet adományozott neki. A 2010-ben átadott új rendezvényközpont Szekeres József nevét vette fel 2011 októberében, a Jobbik Magyarországért Mozgalom helyi szervezete a döntés ellen Szekeres kommunista párttagságára hivatkozva tiltakozott.